# Willard F. Libby
Willard Frank Libby (Grand Valley, Colorado, 1908. december 17. – Los Angeles, Kalifornia, 1980. szeptember 8.) amerikai fiziko-kémikus. A második világháborúban részt vett az atombomba előállításában, majd tagja volt az Atomenergiaügyi Bizottságnak. 1960-ban kémiai Nobel-díjjal tüntették ki, mert kidolgozta a szénizotópos kormeghatározás módszerét, amely forradalmasította a régészetet.

## Tanulmányai
Willard Libby 1908. december 17-én született a coloradói Grand Valley völgyben a család farmján, Ora Edward Libby és felesége, Eva May Rivers legidősebb gyermekeként. Öt gyerek volt a családban, Willardnak két öccse és két húga (ikrek) volt. 1913-ban a család Észak-Kaliforniába költözött, ahol apja egy ranch vezetését vállalta el. Willard a közeli városban, Sebastopolban járt elemi- és középiskolába. Magas (190 cm) és erős testalkatú fiú volt, a középiskolai futballcsapatban blokkolót (tackler) játszott és sokat dolgozott a ranchon. A nyári szüneteiben almásládákat szögelt, amivel elég sokat keresett ahhoz, hogy továbbtanulását finanszírozza. 1926-ban befejezte a középiskolát és egy évig a ranchon dolgozott, majd apja sürgetésére beiratkozott a Berkeley Egyetemre. Alapvetően az irodalom és történelem érdekelte, de anyagi okokból olajmérnöknek kezdett tanulni, majd kollégiumi szobatársainak hatására (akik vegyészek voltak) ő is a kémiát választotta fő tárgyának.
1931-ben megkapta BSc oklevelét, majd ugyanott folytatta tanulmányait és 1933-ban fizikai kémiából doktorált. Még diákként elkészítette első Geiger-Müller számlálóját, amelyet olyan érzékenyre készített, hogy sikerült kimutatnia az addig stabilnak gondolt szamárium radioaktivitását. Tőle függetlenül ezt Hevesy György is felfedezte, és a tudományos közvélemény az akkor már befutott Hevesy eredményét ismerte el.

## Pályafutása
PhD címének megszerzése után Libby a Berkeley-n tanított, előbb instruktorként (1933–1938), majd adjunktusként (1938–1945) és 1945-ben docenssé nevezték ki. Miután 1941 decemberében Japán megtámadta az Egyesült Államokat és az ország belépett a második világháborúba, Libby éppen a Princetoni Egyetemen volt kutatói szabadságon. 1942-ben, mint a rendkívül érzékeny radioaktivitásmérők specialistája, csatlakozott a Chicagói Egyetemen a Manhattan tervhez, az atombombát fejlesztő kutatócsoporthoz. Chicagói munkájával párhuzamosan a Columbia Egyetemen a Nobel-díjas Harold C. Ureynek is dolgozott, aki uránt dúsított a nukleáris fegyverhez.

## Az izotópos kormeghatározás
A háború után a Chicagói Egyetemen a Nukleáris Kutatások Intézetében (később Enrico Fermi Intézet) a kémia professzora lett. 1946-ban kimutatta, hogy a légkör felsőbb rétegeiben a kozmikus sugárzás hatására a hidrogén rádióaktív izotópja, trícium keletkezik, amelyet sikerült olyan folyadékterek, mint a kútvíz vagy bor kormeghatározására felhasználnia. Ekkor támadt az az ötlete, hogy a légköri szén-dioxidban szintén kozmikus sugárzás miatt keletkező szénizotóp, a 14C szintén használható szerves anyagok kormeghatározására. Az izotóp beépül a növények, illetve a növényeket elfogyasztó állatok szöveteibe, ám azok halála után a 14C-utánpótlás megszűnik és a radioaktív izotóp fokozatosan lebomlik. Koncentrációjának megmérésével megállapítható, hogy mikor pusztult el az adott élőlény. A 14C 5700 éves felezési ideje ideálissá tette történelmi eredetű (500 és 30 ezer év között) fa- vagy csontmaradványok korának mérésére.
Libby különlegesen érzékeny Geiger–Müller-számlálót épített, majd összehasonlította a közelmúltban kivágott faanyag radioaktivitását a 12. dinasztiabeli III. Szenuszert fáraó sírjában talált hajó anyagával. Módszerével a hajó 3261 évesnek bizonyult (valójában 3750 éves). 1947-re sikerült tökéletesítenie technikáját és számos régészeti leletet megmért: őskori chilei lajhárürüléket, a Holt-tengeri tekercsek borítóvásznát, pompeji házakban vulkáni hamu alatt talált kenyeret, Stonehenge melletti tábortűz szenét és új-mexikói barlangokban talált kukoricát. Gleccserek által betemetett fatörzsek analíziséből megállapította, hogy az utolsó jégkorszak Észak-Amerikában 10-11 ezer éve ért véget, nem pedig 25 ezer éve, ahogyan addig a geológusok állították. A radiokarbonos elemzés ezután minden régészeti ásatáson rutintevékenységgé vált.

## Szerepe a hidegháborúban
1954 októberében Libbyt kinevezték az atomenergia békés felhasználást és veszélyeit felügyelő Atomenergiaügyi Bizottságba. Ekkoriban sokat foglalkozott az atomfegyver-kísérletek nukleáris csapadékának veszélyeivel. Kaliforniában elindította a Project Sunshine-t, mely során megmérte a sugárzó anyag mennyiségét a talajban, az esővízben, emberi csontokban és egyéb mintákban. Kijelentette, hogy a természetes forrásokból (a Föld háttérsugárzása, kozmikus sugárzás) származó radioaktivitás nagyobb veszélyt jelent az emberekre, mint a fegyverkísérletek nukleáris csapadéka. A Bizottság tagjaként sokat szerepelt a közvélemény előtt, képe a Time címlapján is megjelent, de sokan Eisenhower elnök bólogatójánosának tekintették. 1959-ben visszavonult a Bizottságból, de továbbra is hirdette a nukleáris tesztek szükségességét és ártalmatlanságát. Teller Edével együtt támadta a fegyverkísérletek betiltását követelő kétszeres Nobel-díjas Linus Pauling mozgalmát. Bizonyítani akarta, hogy a nukleáris háború túlélhető és házában óvóhelyet alakított ki és interjúiban is sürgette, hogy minden otthont lássanak el atombiztos óvóhellyel. Miután óvóhelye egy tűz során leégett, Szilárd Leó így nyilatkozott: "Ez nem csak azt bizonyítja, hogy Isten létezik, de azt is hogy van humorérzéke".
Libby 1959-ben visszaköltözött Kaliforniába, ahol a Los Angeles-i Egyetemen kapott professzori katedrát. 1962-ben ő lett az igazgatója az egyetem Geofizikai és Bolygófizikai Intézetének. 1976-ban vonult vissza.

## Díjai
1960-ban Willard Libby kémiai Nobel-díjban részesült a radiokarbonos kormeghatározó módszer kidolgozásért. Ezenkívül számos egyéb kitüntetésben részesült, megkapta a Columbia Egyetem Chandler-érmét, az Amerikai Kémiai Társaság Glenn T. Seaborg-díját és Willard Gibbs-érmét, a Franklin Intézet Elliott Cresson Medal-érmét, az Albert Einstein Társaság Albert Einstein-érmét, a Geológiai Társaság Amerika Napja-érmét és a vegyészek Amerikai Intézetének aranyérmét. Számos egyetem választotta díszdoktorává és a hadügyminisztérium, iparvállalatok és egyetemek tudományos tanácsadója volt.

## Családja
Libby 1940-ben feleségül vette Leonor Lucinda Hickeyt. Ikerlányaik, Janet Eva és Susan Charlotta 1945-ben születtek. 1966-ban elváltak és Libby még ugyanazon év decemberében elvette a fizikus Leona Woodsot.
Willard F. Libby 1980. szeptember 8-án halt meg egy tüdőgyulladás komplikációinak következtében.